# جولین رابرتس
جولین رابرتس، (به انگلیسی: Julian Roberts) (زاده ۷ ژوئن ۱۹۵۹) کارآفرین، حسابدار و مدیر ارشد اجرایی بریتانیایی است، که در حال حاضر به‌عنوان مدیر عامل اجرایی شرکت اولد میچوال فعالیت می‌کند.